# 順豪科技
順豪物業投資有限公司，簡稱順豪物業（英语：SHUN HO PROPERTY INVESTMENTS LTD，前身為順豪科技控股有限公司港交所：0219）。主席為鄭啟文，公司位於香港中環雪廠街24至30號順豪商業大廈3樓，集團透過其主要附屬公司，華大地產投資有限公司，經營其物業投資、發展及酒店經營。
2016年7月，公司更名為順豪物業投資有限公司